# Пантанеле-Монтана (Авелино)
Пантанеле-Монтана је насеље у Италији у округу Авелино, региону Кампанија.
Према процени из 2011. у насељу је живело 228 становника. Насеље се налази на надморској висини од 455 м.